# Sikorsky S-434
Sikorsky S-434 nebo Schweizer S-434 je lehký vrtulník s turbohřídelovým pohonem, který je vylepšením vrtulníku Schweizer S333. S-434 jsou první vrtulníky od Schweizerů od doby, kdy společnost bratří Schweizerů zakoupila společnost Sikorsky.
Oproti typu S333 má větší zásobu paliva, upravenou rotorovou hlavu se 4 listy. Disponuje také silnější pohonnou jednotkou. Je zaměřen jako cvičný a užitkový vrtulník.
Společnost Sikorsky a jejich dceřiná společnost Schweizer Aircraft Corp představila chystaný vrtulník 24. února 2008 na Heli-Expo. Zástupci společnosti také odhalili, že vrtulník bude mít některá konstrukční vylepšení a technologie z projektu bezpilotního vrtulníku Fire Scout. Roku 2015 přestala společnost Sikorsky přijímat objednávky na tento typ kvůli technickým problémům. U stávajících vrtulníků musela být snížena životnost součástí hnacího ústrojí, což učinilo provoz vrtulníků neekonomickým.

## Operátoři
- Saúdské ministerstvo vnitra[8]: 9 kusů[7]
  - Několik vrtulníků patřící Saúdské Arábii bylo zachyceno roku 2020 na parkovišti v New Jersey v různě rozebraném stavu.[9]

## Specifikace (S-434)
Technické údaje
- Posádka: 4 (1 pilot a 3 cestující)
- Délka: 9,4 m (31 ft)
- Výška: 3,2 m (10 ft)
- Hmotnost prázdného vrtulníku: 610 kg (1 340 lb)
- Maximální vzletová hmotnost: 1 450 kg (3 200 lb)
- Průměr rotoru: 8,38 m (27,5 ft)
- Pohonná jednotka: 2 × Rolls-Royce Turbine 250-C20W o výkonu 313 kW (426 k)

Výkony
- Maximální rychlost: 248 km/h (154 mph). Jiný zdroj uvádí hodnotu 222 km/h (138 mph)[5]
- Cestovní rychlost: 220 km/h (140 mph). Jiný zdroj uvádí hodnotu 194 km/h (121 mph)[5]
- Dostup: 4 200 m (13 800 ft)
- Dolet: 520 km (320 mi). Jiný zdroj uvádí hodnotu 724 km (450 mi)[5]